# Carlos María de la Torre y Navacerrada
Pour les articles homonymes, voir Carlos María de la Torre et Torre.
Carlos María de la Torre y Navacerrada, né le 27 juillet 1809 à Séville et mort le 8 décembre 1879 à Madrid, était un militaire et homme politique espagnol. Il fut gouverneur général des Philippines du 23 juin 1869 au 4 avril 1871.

## Biographie
En 1868, la révolution en Espagne amena un gouvernement plus libéral et démocratique. Carlos María de la Torre, qui épousait les idées révolutionnaires, fut nommé gouverneur des Philippines en 1869 pour porter les réformes démocratiques dans la colonie. De la Torre s’attela à démocratiser l’archipel, notamment en abolissant la censure et la flagellation, en instaurant la liberté d’expression et de réunion, et en œuvrant pour la sécularisation de l’éducation,,. Il régla aussi de façon pacifique la révolte locale menée par Eduardo Camerino à Cavite.
Ces réformes lui valurent une forte popularité parmi la population éduquée et les libéraux, mais lui aliénèrent les conservateurs et le clergé espagnol, si bien qu’il fut remplacé en 1871 par un gouverneur plus conservateur, Rafael de Izquierdo y Gutíerrez, qui s’attela à défaire toutes les réformes mises en place par son prédécesseur,.

## Œuvre
Il écrivit un manifeste sur la situation à Cavite : (es) Manifiesto al pais sobre los sucesos de Cavite : y Memoria sobre la administration y gobierno de las Islas Filipinas, Madrid, G. Hernando, 1872 (lire en ligne).